# San Lussorio
San Lussorio, Rossore per i pisani (in latino Luxorius o Luxurius; ... – Forum Traiani, 21 agosto 304), è un santo cristiano, che secondo la tradizione subì il martirio nella città romana di Forum Traiani (attuale Fordongianus) il 21 agosto 304, durante la persecuzione di Diocleziano. È venerato dalla Chiesa cattolica come martire e santo.

## Agiografia
Il testo più attendibile della Passio sancti Luxorii martyris (Codex Sancrucensis 13 cc. 238-239), conservato nell'abbazia cistercense di Heiligenkreuz, in Austria, e risalente agli anni immediatamente successivi al 1181, racconta che al tempo degli imperatori romani Diocleziano e Massimiano il paganissimus Luxorius, apparitor del praeses della Sardegna Delphius entrò in possesso delle Sacre Scritture mentre svolgeva la sua attività. Spinto dal desiderio di conoscere i salmi iniziò a sfogliarli e nel leggerli restò talmente colpito nella sua sensibilità da convertirsi al cristianesimo. Cominciò così a pregare, a rinnegare gli idoli e ad applicarsi allo studio del Testo Sacro. Arrestato in seguito a una denuncia e portato in catene davanti al praeses, Lussorio affrontò la disapprovazione del magistrato romano che lo accusava di essere venuto meno alla sua fiducia, di disprezzare gli ordini degli imperatori e di ritenere blasfemi i sacrifici fatti agli dei. Ne scaturì un acceso e polemico confronto anti idolatria, in cui Lussorio replicò con fermezza ad ogni domanda del magistrato, il quale gli prospettò la scelta irrevocabile tra il sacrificio agli dei e la morte. Al suo rifiuto di sacrificare, Delphius ordinò che Lussorio fosse incatenato con pesantissimi ferri e trasferito in carcere.
Alcuni giorni dopo Delphius dispose che Lussorio fosse ricondotto davanti al suo tribunale. Ne sorse una nuova disputa al termine della quale il magistrato, piegato nella dialettica e convinto che neppure i peggiori tormenti fossero in grado di sconfiggerne la resistenza, ordinò la condanna a morte di Lussorio. Le guardie del corpo di Delphius trasferirono Lussorio in territorium fani traianensis, nel territorio di un tempio pagano situato in prossimità della città di Forum Traiani, dove affrontò la morte, mediante decapitazione, dodici giorni prima delle calende di settembre (21 agosto) e dove fu sepolto all'interno di una cripta.
Nel racconto della Passio l'azione giudiziaria è proposta sotto forma di una controversia religiosa, caratteristica del genere letterario agiografico, in cui si assiste al coraggioso tentativo dell'accusato di persuadere il giudice a non perseverare nel suo essere idolatra. Da parte sua il magistrato romano mette in atto tutti i possibili tentativi per non essere costretto ad applicare il decreto imperiale nelle sue estreme conseguenze. Subito dopo l'arresto, infatti, Delphius gli si rivolge in tono amichevole: «Ego te summa dilectione habui et cogitavi veram inter primates officii mei tibi honorem dare» cioè gli dice di averlo tenuto in grande predilezione e che pensava veramente di affidare a lui, fra gli eminenti, l'onore della sua carica. Il testo della Passio risponde, almeno in parte, ai canoni dei racconti martiriali tardo antichi, piuttosto che alle passio epiche del periodo basso-medioevale, ed è privo di quegli elementi fantastici che distinguono altri racconti agiografici.
Un'iscrizione latina risalente al VI secolo è incisa su una lastra di marmo bianco murata nella parete meridionale della chiesa di san Lussorio, localizzata a circa 1500 metri fuori dall'abitato di Fordongianus, in provincia di Oristano. L'iscrizione è sormontata da una grossa croce greca e le prime quattro righe sono precedute e chiuse da una croce greca più piccola, la quinta riga (datata al VII-IX secolo) è invece preceduta e chiusa da una croce latina. Il testo opportunamente integrato è il seguente: (H)ic effusus est sangu(is) / beatissimi martyris / Luxuri. Celebratur / natale eius XII c(a)l(enda)s S(e)p(tem)b(re)s / renobatu(r) sup temporibus Helia(e) ep(is)c(o)p(i).
Il culto di san Lussorio e la sua diffusione in Sardegna sono attestati in periodo alto-medioevale da una lettera inviata nel luglio del 599 da papa Gregorio I al vescovo di Cagliari Gianuario, nella quale si fa riferimento ad un monasterii sanctorum Gavini atque Luxurii, probabilmente esistente al tempo nella città di Cagliari. Gli elementi fondamentali del martirio sono inoltre contenuti nel Martyrologium Hieronimianum, che risale nella sua originaria formulazione alla prima metà del V secolo.
È patrono di numerose località italiane, la più grande delle quali è Pisa (dove è venerato sotto il nome di Rossore).

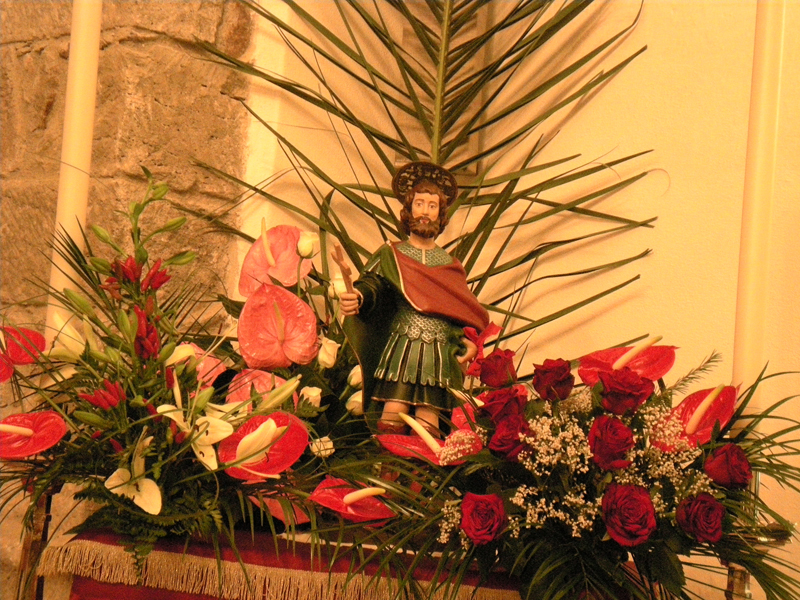
San Lussorio Martire (Borore)

A Borore, piccolo comune della Sardegna centrale, san Lussorio martire viene festeggiato due volte l'anno: ad aprile, con cerimonia di carattere quasi esclusivamente religioso, e ad agosto con suggestivi importanti festeggiamenti religiosi e civili che durano tre giorni (20-22), ai quali fanno seguito le novene nel santuario campestre dedicato al santo. Inoltre, proprio a san Lussorio, Juan Pedro Quessa Cappay (originario di Borore, rettore della Parrocchia di Borore e Noragugume dal 1736 al 1753) ha dedicato lo scritto Storia dell'illustre martire cagliaritano San Lussorio luce ed apostolo del Regno di Sardegna, anno 1751. A Santu Lussurgiu è festeggiato con la giostra equestre de «S'Ardia» nelle tortuose erte del paese. Tra l'altro è l'unico paese in Sardegna a possedere il nome in lingua sarda del santo patrono stesso.

## Reliquie

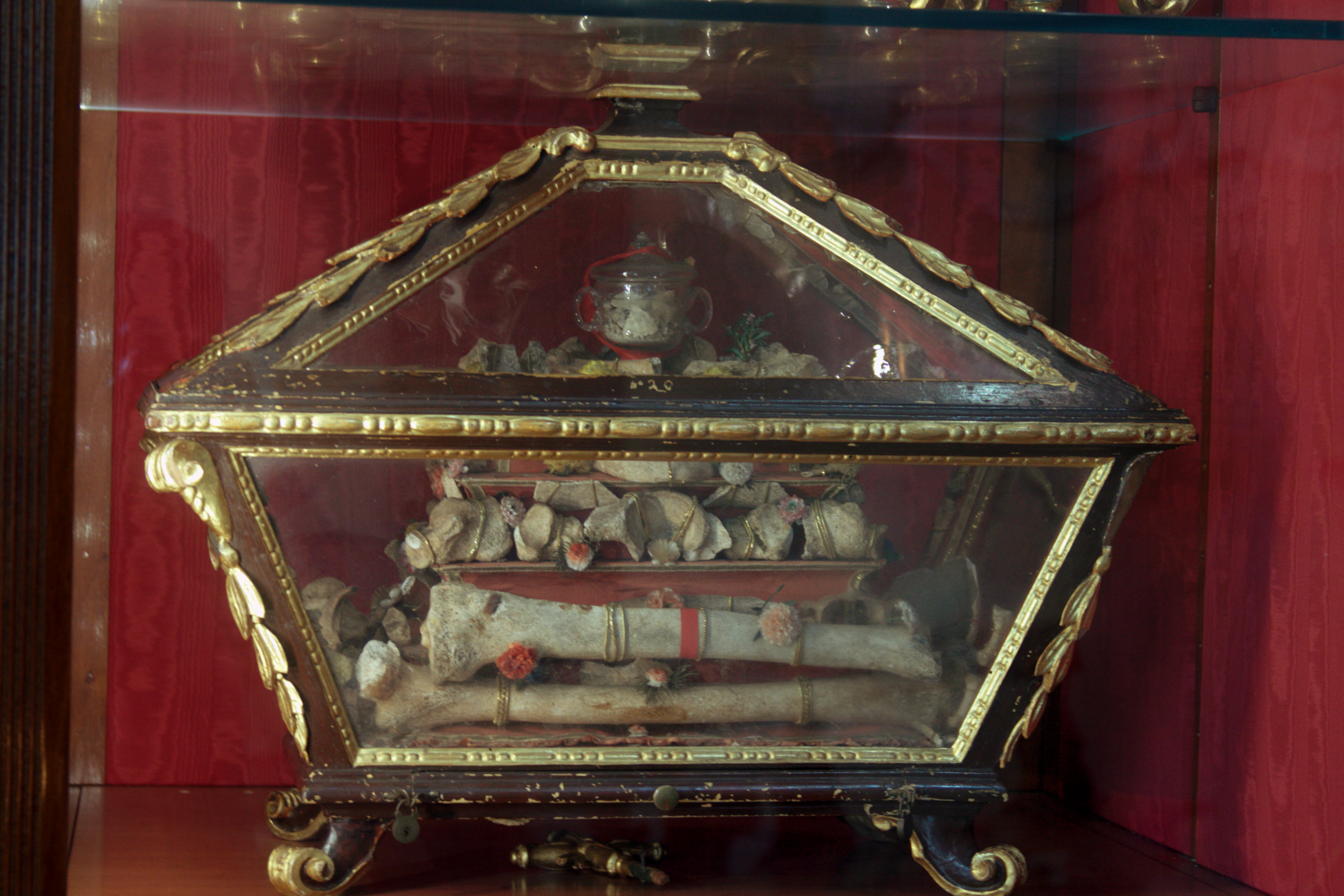
Reliquie a Camposanto monumentale di Pisa.

Il Catalogo rodobaldino, redatto nel 1236 per disposizione del vescovo di Pavia Rodobaldo, riporta che nella basilica di San Pietro in Ciel d'Oro si conservano i corpora sanctorum Ceselli et Camerini fratrum et martirum et corpus sancti Luxorinj martiris. Lo storico Giacomo Gualla riferisce che furono trasferite dalla Sardegna a Pavia nel 722 insieme a quelle di sant'Agostino ad opera del re longobardo Liutprando.
Un'altra tradizione vuole che le reliquie siano conservate a Pisa, trasportate nel 1088 dalla Sardegna alla loro cattedrale, dov'è chiamato san Rossore, nome derivato dalla corruzione nel nome Luxorius in Ruxorius. In attesa di una definitiva collocazione, le reliquie furono deposte in una chiesetta posta di fronte al mare nella selva del Tombolo, non lontano da Pisa, che il vescovo Gerardo diede in dono nel 1085 ai monaci benedettini con l'annesso monastero e la vicina chiesa di San Torpete; donazione confermata nel 1093 dal vescovo Daimberto. Giuseppe Sainati racconta che, durante il restauro dell'arcivescovado di Pisa del 1796, fu ritrovata un'arca di marmo che conteneva delle ossa e tre lamine di piombo con delle iscrizioni La supposta sepoltura di Lussorio, identificata dagli archeologi nella cripta della chiesa a lui intitolata a Fordongianus, è vuota.
Il culto di san Lussorio si diffuse anche nel resto della Toscana e nel 1422 i frati Umiliati di Firenze ottennero di trasferire le reliquie da Pisa in questa città, dove furono conservate nella chiesa di Ognissanti. Nel 1427 questi frati si rivolsero a Donatello perché plasmasse con il bronzo un busto del Santo da utilizzare come reliquiario per la testa di san Lussorio. Lo scultore modellò un bellissimo busto di bronzo dorato, alto circa mezzo metro, (oggi conservato a Pisa nel Museo Nazionale di San Matteo) che fu conservato dai frati fiorentini fino alla soppressione dell'Ordine, avvenuta nel 1571.

## Chiese dedicate a San Lussorio
- Chiesa di San Lussorio (Fordongianus)
- Chiesa di San Lussorio (Borore)
- Chiesa di San Lussorio (Oliena)
- Chiesa di San Lussorio (Romana)
- Chiesa di San Lussorio (Selargius)
- Chiesa di San Lussorio (Pabillonis)
- Chiesa di San Lussorio (Baunei)
- Chiesa di San Lussorio-Santu Xori (Nuraminis)
- Chiesa di San Lussorio (Tortoli)
- Chiesa di San Lussorio-Santu 'Isciori (San Vito)
- Chiesa di San Lussorio (Gairo)
- [Chiesa di San Lussorio (Orotelli)]
- [Chiesa di San Lussorio (Dorgali)]
- Chiesa di San Lussorio (Barumini)